# Martin Lister

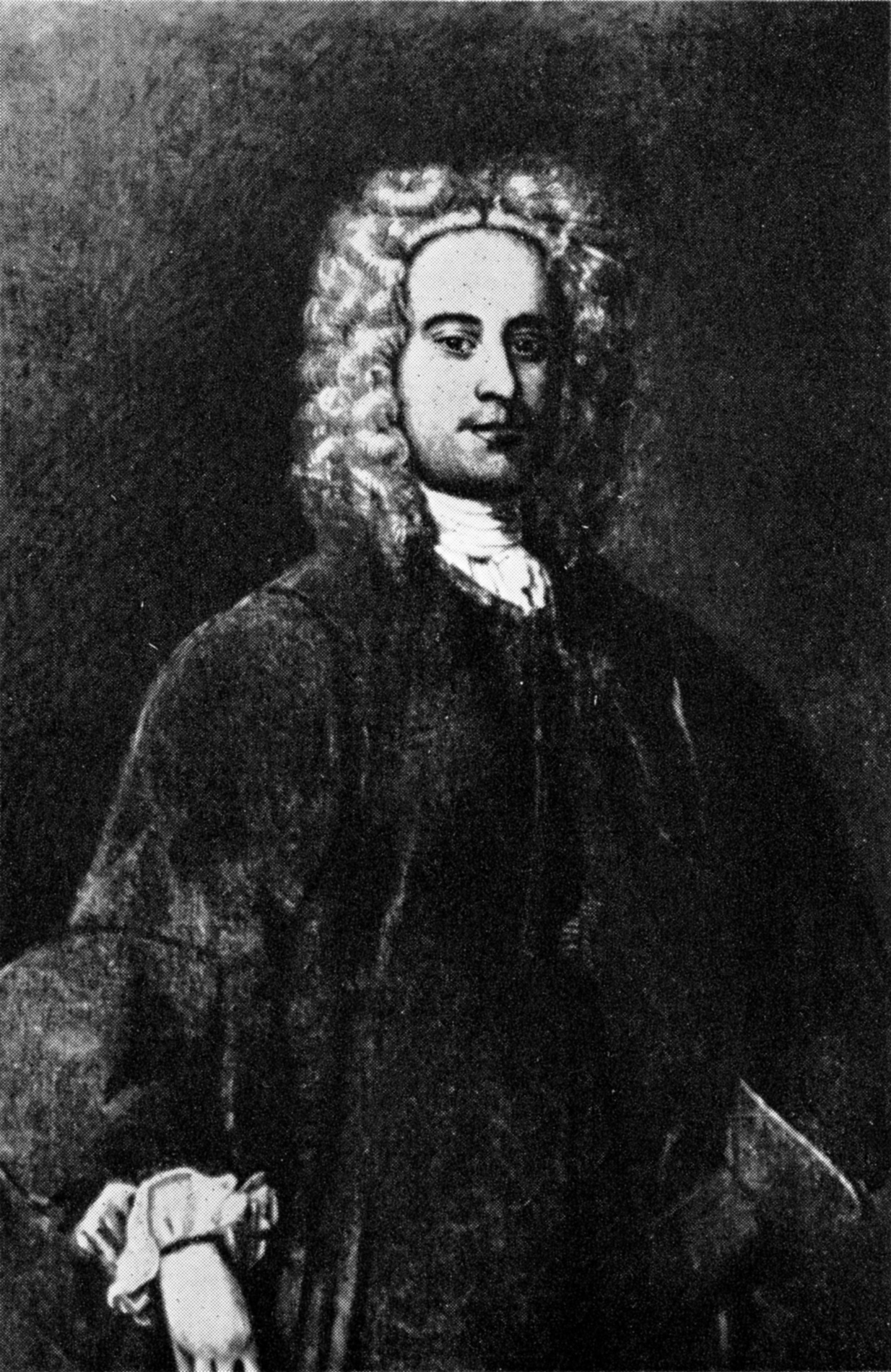
Martin Lister

Martin Lister (Radclive, 1638 circa – Epson, 2 febbraio 1712) è stato un medico, naturalista e geologo inglese.

## Biografia
Nipote di Sir Matthew Lister (medico di Anna di Danimarca, moglie di Giacomo I e madre di Carlo I), Martin Lister compì i suoi studi al St John's College di Cambridge ottenendo il titolo di medico nel 1658 o 1659. Praticò la medicina a York sino al 1683, anno in cui lasciò Londra.
Pubblicò numerosi articoli di Storia naturale, di Medicina o di Storia sul Philosophical Transactions. Fra le sue opere principali vanno citate: Historiae animalium (1678) e  Conchyliorum Bivalvium (1696). Nelle Historiae animalium Angliae tres tractatus (1678) si occupò di numerosi invertebrati britannici. I molluschi, ovviamente, ma anche i ragni.
Nel 1669 diede alle stampe, con tiratura assai limitata, il testo De Cochleis, nel quale descrive numerose specie di conchiglie esotiche. Considerando il gran numero di conchiglie di cui disponeva, iniziò allora un vasto lavoro di illustrazione di tutte le specie fossili e viventi che poteva trovare. Così, la prima edizione di Historiae Conchyliorum vide la luce fra il 1685 e il 1692: migliaia di specie vi sono rappresentate senza alcun testo, a parte brevi didascalie.
Tutte le specie sono facilmente riconoscibili e nessuna di esse risulta invertita. L'indicazione delle località di provenienza, inoltre, migliora la qualità scientifica dell'insieme.
L'assenza di un indice rende certamente difficile la consultazione di questo testo, ma le specie non sono disposte a caso, bensì risultano classificate in grandi gruppi, a seconda del loro aspetto:
1. Di un solo colore
2. Rigate di nero
3. Ondulate trasversalmente
4. Con una banda
5. Macchiate di nero
6. Macchiate di bianco
7. Con nervature trasversali
8. Con superficie granulosa
9. Con apertura liscia o non dentellata
10. Prive di spirale

Lister svolse un ruolo importante nello studio delle conchiglie e fu probabilmente il primo a studiare scientificamente i molluschi, ma, nonostante avesse riconosciuto la somiglianza delle forme fra i fossili e certi molluschi viventi, egli considerò i fossili come delle riproduzioni non organiche delle rocce.
Pubblicò a Londra tre lavori sull'anatomia dei molluschi:
Exercitatio anatomica .... (1694),
Exercitatio anatomica altera (1695) e
Conchyliorum bivalvium .....exercitatio anatomica tertia (1699), 
nei quali mostra come l'anatomia dei molluschi segua delle regole costanti. La sua intenzione era di affiancare alla sua Historiae conchyliorum la descrizione anatomica delle "famiglie" che descriveva. Purtroppo non ebbe il tempo di realizzare tale proposito.

Le illustrazioni dei suoi libri furono in parte eseguite dalle due figlie: Susanna e Anna.

Ma i suoi interessi principali non si limitarono alla Storia naturale. Nel 1683, infatti, presentò alla Royal Society una proposta per un nuovo tipo di carta geografica, che tenesse conto della natura dei suoli, al fine di evidenziare, in particolare, la presenza di sabbie e argille. Lister fu inoltre uno dei primi a sottolineare l'importanza delle carte geologiche.

Nel 1705 pubblicò a Londra una versione commentata del trattato di Apicio.
A suo nome fu intitolato il genere botanico Listera (Orchidaceae), le cui specie sono diffuse soprattutto fra gli sfagni. In Italia sono presenti la Listera cordata e la Listera ovata.

Sempre a suo nome è stata intitolata la cresta montuosa "Dorsa Lister" sulla Luna.

## Opere

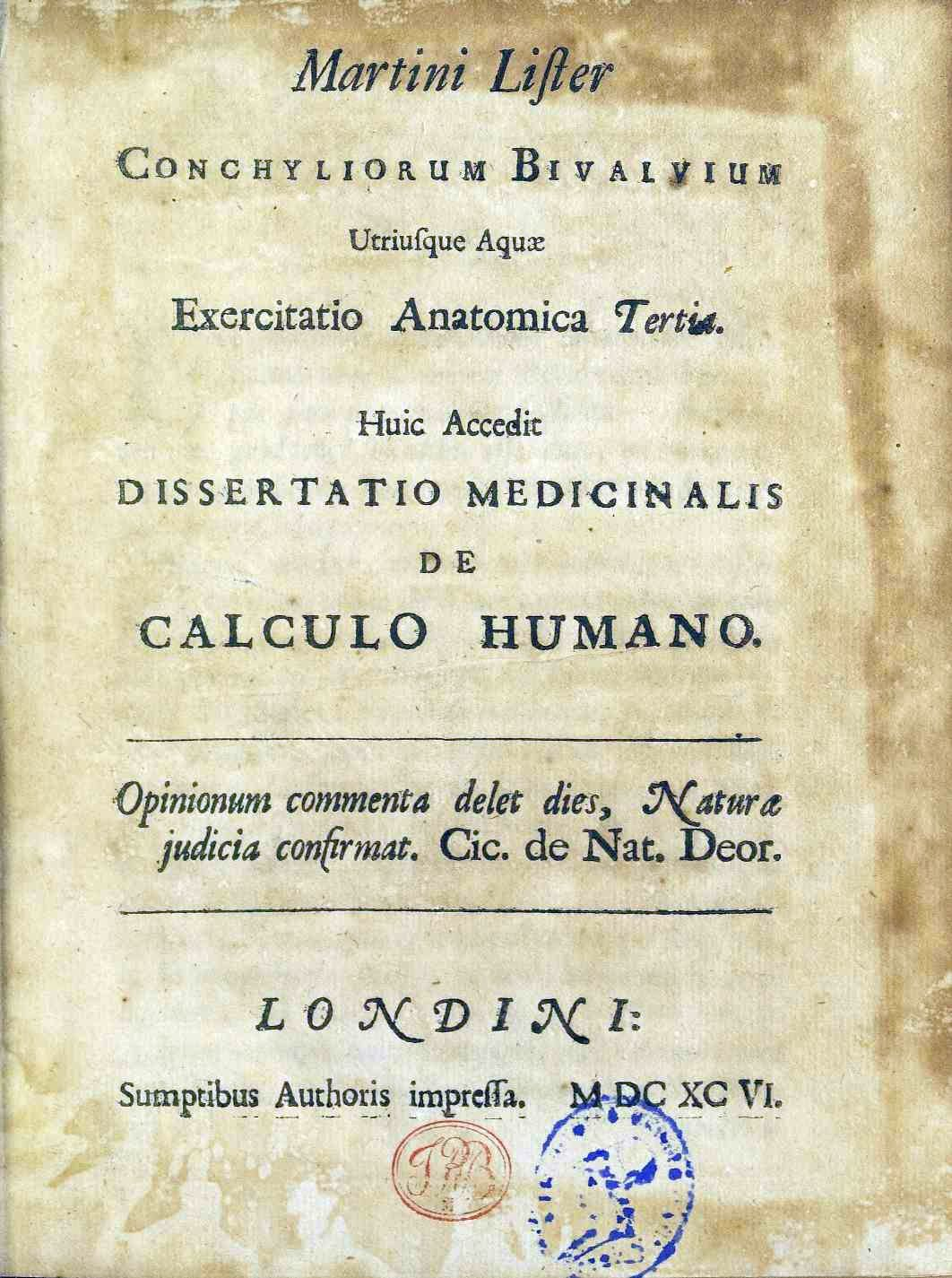
Conchyliorum bivalvium utriusque aquae exercitatio anatomica tertia, 1696

- (LA) Exercitatio anatomica, in qua de cochleis, maxime terrestribus et limacibus, agitur, London, Samuel Smith & Benjamin Walford, 1694.
- (LA) Conchyliorum bivalvium utriusque aquae exercitatio anatomica tertia, London, 1696.